# Herzberg (Richelsdorfer Gebirge)
Der Herzberg ist mit 478,2 m ü. NHN der höchste Berg im Richelsdorfer Gebirge im Landkreis Hersfeld-Rotenburg in Hessen.

## Geographische Lage
Der Herzberg erhebt sich 2 km südöstlich von Nentershausen und 1,3 km nordöstlich von Bauhaus (zu Nentershausen), die jeweils an der Hasel liegen, sowie 1,8 km nordwestlich des an der Wehre gelegenen Süß (zu Nentershausen) und 3,5 km (je Luftlinie) westsüdwestlich des an der Blanke liegenden Blankenbach (zu Sontra).

## Bergbau
Am Herzberg lag über Jahrhunderte ein Schwerpunkt der Bergbautätigkeiten im Richelsdorfer Gebirge. An seinem Südhang befand sich die Schwerspatgrube Wilhelm I. und nur wenige hundert Meter westlich lagen die Kupferschiefergrube Lichtloch und die Grube Schnepfenbusch. Seit den 1930er-Jahren steht hier wieder eine Hütte, die das Kupferschiefer und den Baryt aufbereitete. Das Fabrikgelände gehört heute einer Firma, die aus diesem Verhüttungsbetrieb hervorgegangen ist und hier noch bis in die jüngste Vergangenheit Pigmente für die Farbherstellung produzierte.

## Burg Tannenberg
Auf einem etwa 900 m nordnordwestlich des Herzberggipfels gelegenen Bergsporn (351 m) steht die mittelalterliche Burg Tannenberg.